# 約束の夏
『約束の夏』（やくそくのなつ）は、東海テレビ制作・フジテレビ系列で、1992年7月6日から10月2日に放送された昼ドラ。放送時間は月曜～金曜の13:30～14:00（JST）。全65話放送。この作品以降、同枠のドラマは全作品ステレオ放送となる。

## 概要
大富豪の御曹司と平凡な青年が友情を深めていくが、共通の友人であった女性と御曹司とが結婚したことにより2人の関係は崩壊。その後一旦は友情を取り戻すが、さまざまな人々を巻き込んだ愛憎劇へと発展していく。

## キャスト
主要人物
- 大沢逸美 - 田宮（野々村）葉子
ファッションデザイナーを夢見る女性。大物デザイナー増田洋介の下で働いており、愛人でもあった。哲也・太とは良き友人関係だったが、後に太と婚約。しかし、土壇場で哲也を選び結婚した事により、哲也と太の友人関係が破綻してしまう。
- 四方堂亘 - 野々村哲也
大富豪の御曹司。太とは境遇の違いを乗り越え、趣味のジャズを通じて親友になるが、太の婚約者・葉子と結婚した事から友人関係が破綻してしまう。父の後を継ぎ「帝都ホテル」の社長となる。
- 井出一馬 - 桜井太
伊豆で民宿を営む貧しい家庭で育った男性。哲也・葉子とは友人関係だったが、彼が抜け駆けで葉子と結婚した事から友人関係が破綻し、哲也を憎むようになる。大学卒業後「東西銀行」に就職するが、哲也と葉子に裏切られたショックで退職。自暴自棄になっているところを井原に拾われ「太陽経済」の記者となる。その後、不動産会社「AWA開発興産」を起業。井原の娘・景子と結婚。
- 可愛かずみ - 井原（桜井）景子（井原の娘、後に太と結婚）
- 天田俊明 - 野々村清一郎 （哲也の父）
- 大森暁美 - 野々村静江 （哲也の母）
- 木村里枝 - 野々村（江川）貴子 （哲也の妹）
- 二瓶鮫一 - 井原大作 （景子の父、出版社「太陽経済」編集長）
- エド山口 - 大熊英雄 （ゲイバー「RIMO」のマスター）
哲也たちの良き相談相手。
- 郷田ほづみ - 江川雄二 （貴子の夫、後に離婚）
- 松崎しげる - 増田洋介（ファッションデザイナー、葉子とは不倫関係にある）
- 石田太郎 - 桜井剛（太の父）
- 小松みどり - 田宮絹代（葉子の母）
- 泉本教子 - 綾野小路満里子（哲也の婚約者）
- 日埜洋人 - 宮本 （太が社長を務める「AWA開発興産」の秘書）
- チャーリィ湯谷 - チャーリー （「チャーリーズバー」のマスター）

| その他 - 松村彦次郎 - 竹中要造（「帝都ホテル」常務） - 庄司永建 - 山之内（「帝都ホテル」専務） - 丹治靖之 - 安井（哲也の部下） - 北原弘一 - 石崎（哲也の部下） - 三田村賢二 - 山本（「東西銀行」時代の太の上司） - 花井京乃助 - バナナ（ゲイバー「RIMO」のホステス） - 遠山俊也 - メロン（ゲイバー「RIMO」のホステス） - 久保晶 - ゲイバー「RIMO」の常連客 - 松金よね子 - お時さん（「太陽経済」の事務員） - 六平直政 - 野田（「太陽経済」の記者） - 住若博之 - 荻野（「太陽経済」のカメラマン） | - 里木佐甫良 - 中川庄之輔 - 金子研三 - 佐伯 - 江藤漢 - 曽根院長 - 川上泳 - 介護士 - 穂積隆信 - 郷田 - 黒部進 - 南部政務次官 - ロミ・山田 - ヨシ・オオノ（ファッションデザイナー、葉子を増田から引き抜こうとする） - ベンガル - 藤堂 - 出光元 - 坂上（「坂上興業」社長） - 久遠利三 - 黒岩（「関東電鉄」専務） - 野村ちこ - 鹿島真弓（増田のアトリエで働くアシスタント） - 秋晞羅緒 -「AWA開発興産」の女子社員 - 須永慶 - 医者 - ただのあっ子 - 弁護士 - 本多俊之 - 記者 - 長谷川恒之 - 記者 - 赤坂広人 - 記者 - 田村元治 - 漁師 - 水森コウ太 - 漁師 - 木村翠 - 五月晴子 - 山崎紫乃 - 伊藤優 |

## スタッフ
- 企画：出原弘之（東海テレビ）
- 脚本：坂田義和、林誠人、鶴島光重
- 音楽：本多俊之
- ＴＰ：佐々木俊幸
- ＴＤ：山地好男
- カメラ：田代浩、高村実、伊澤昭彦、仲道昭彦
- ＣＡ：島田幸一、松島良晴、安藝孝仁、林紀行
- ＶＥ：根本雅彦
- ＶＴＲ：小野寺慎一
- 照明：恩田守正、荒井徹夫、高瀬隆治、高木亘
- 音声：畦本真司、津田健一、三田祐介
- ＭＡオペレーター：浅川広巳
- 選曲・効果：山本文勝
- 編集：清水正彦
- 技術デスク：石井勝浩
- 美術デザイナー：金子幸雄
- 美術：山崎博康
- 美術進行：伊藤公子
- 大道具：諸橋浩、樋口真也、才田耕一、五味宏章、西沢妙子
- 装飾：橋本千春、三浦清隆
- 小道具：松田稔彦
- 持道具：安達亜紀子
- 衣裳：稲毛英一
- スタイリスト：加藤涼子、宮崎七美、今村文子
- メイク：三浦昌子、山本司朋、横沢圭子
- スタジオ担当：山川宏
- 協力：ヤマハ発動機
- 音楽協力：オフィス・トゥー・ワン
- 技術協力：バスク
- 協力：TMC-1スタジオ
- 車輌：TFC、マエダオート
- トランペット指導：原朋直
- 音楽コーディネーター：吉田圭一郎
- デスク：庄島裕美、徳田恵子
- スチール：星野健一
- 制作補：鶴啓二郎（東海テレビ）、雑賀俊郎
- 演出補：長江俊和、木村政和、村山知久、藤田修
- 記録：石田眞理、望月よね子、市島恵子
- 演出：福田真治、小池唯一、小松貴生、中根康邦
- プロデューサー：中根康邦（東海テレビ）、森雅之・平野一夫（泉放送制作）
- 制作：東海テレビ放送、泉放送制作
- エキストラ：早川プロ

## 主題歌
- 『約束の夏 ～Farewell My Summer～』　演奏：本多俊之 （東芝EMI）